# Chthonocephalus
Chthonocephalus Steetz – rodzaj roślin z rodziny astrowatych (Asteraceae). Obejmuje 7 gatunków, występujących naturalnie w Australii.

## Systematyka
Pozycja według APweb (aktualizowany system APG III z 2009)
Jeden z rodzajów plemienia Gnaphalieae z podrodziny Asteroideae w obrębie rodziny astrowatych (Asteraceae) z rzędu astrowców (Asterales) należącego do dwuliściennych właściwych.
Wykaz gatunków
- Chthonocephalus muellerianus P.S.Short
- Chthonocephalus multiceps J.H.Willis
- Chthonocephalus oldfieldianus P.S.Short
- Chthonocephalus pseudevax Steetz
- Chthonocephalus spathulatus P.S.Short
- Chthonocephalus tomentellus (F.Muell.) Benth.
- Chthonocephalus viscosus P.S.Short